# 圆形鳞斑蟹
圆形鳞斑蟹（学名：Demania rotundata）为扇蟹科鳞斑蟹属的动物。分布于菲律宾、台湾岛以及中国大陆的广东等地，生活环境为海水，主要生活于水深35-150米沙质或泥质海底。其生存的海拔范围为-150至-35米。